# Wei orientals
La dinastia dels Wei orientals (Tong Wei) fou una dinastia del nord de la Xina que es va establir el 534 per divisió de l'antiga dinastia Wei, i va dominar el Hopei, Shansi, Shantung i Honan amb capital a Txang-tö. Va existir del 534 al 550.

## Antecedents
El general Gao Huan va reunir els seus homes per tornar-se contra el clan Erzhu, entrant i prenent la capital Luoyang en 532. Confiat en el seu èxit, va deposar l'emperador Jiemin de Wei del Nord, recolzat pel clan Erzhu i per Yuan Lang, emperador anteriorment recolzat pel mateix Gao, i va imposar l'emperador Xiaowu de Wei del Nord al tron de Luoyang i va continuar les seves campanyes a l'estranger. L'emperador i el cap militar de Luoyang, Husi Chun, va començar a conspirar contra Gao Huan però aquest va aconseguir mantenir el control i l'emperador i un grapat de seguidors van fugir cap a l'oest, a la regió governada pel poderós senyor de la guerra Yuwen Tai. Gao Huan va anunciar aleshores la seva decisió de traslladar el tribunal de Luoyang a la seva capital, Ye. Amb dos aspirants rivals al tron de Wei del Nord, es va produir la divisió de l'estat el 534–535 en el Wei oriental i el Wei occidental.

## Wei orientals
Els Wei orientals eren inicialment significativament més forts i semblava probable que acabaran ràpidament amb el Wei occidental, però a la batalla de Shayuan, Wei occidental va emboscar amb èxit i va derrotar un exèrcit oriental molt més gran que marxava cap a Chang'an, canviant l'equilibri de poder i reduint les forces orientals prou significativament per no poder amenaçar la plana de Guanzhong el cor de Wei occidental, i Wei occidental va amenaçar el territori oriental, i el general occidental Dugu Xin va ocupar breument l'antiga capital del Wei del nord, Luoyang, el 538.

## El final de Wei oriental
L'any 550, el fill de Gao Huan, Gao Yang, va obligar l'emperador Xiaojing de Wei oriental a cedir-li el tron, acabant amb el Wei oriental i establint la Dinastia Qi del Nord.